# Matolen
Matolen (auch: Lomarin Malel) ist ein Motu im Osten des Arno-Atolls der pazifischen Inselrepublik Marshallinseln.

## Geographie
Matolen liegt am Ostzipfel der Arno Main Lagoon. Die Insel bildet zusammen mit der östlichen Nachbarin Malel, mit Kilange und den Motus am nördlichen Riffsaum, Maangrar und Boken einen Ausläufer der Main Lagoon, die sich bei Ijoen nach Süden hin öffnet. Matolen besteht aus mehreren nebeneinanderliegenden Motus und wird gelegentlich auch als Lomarin Malel bezeichnet.